# نصف دولار الذكرى المئوية الثالثة لجزيرة لونغ آيلاند
كان نصف دولار لونغ آيلاند تيرنتيناري نصف دولار تذكاريًا سك بواسطة مكتب سك العملة الأمريكي في عام 1936. يصور الوجه الأمامي مستوطنًا هولنديًا ذكرًا ورجلًا من قبيلة ألجونكوين بينما يظهر الوجه الخلفي سفينة شراعية هولندية. صمم من قبل هوارد وينمان ابن مصمم العملات المعدنية من فئة العشرة سنتات أدولف أ. وينمان .
أرادت لجنة الذكرى المئوية الثالثة لجزيرة لونغ آيلاند إصدار عملة معدنية للاحتفال بالذكرى السنوية الثلاثمائة لأول مستوطنة أوروبية هناك في منطقة فلاتلاندز الحديثة بروكلين مدينة نيويورك. وقد مرر مشروع القانون في الكونجرس دون معارضة. ومع ذلك فقد عدل في مجلس الشيوخ لإضافة الحماية ضد إساءة استخدام العملات التذكارية في الماضي مثل انخفاض عدد العملات أو مجموعة متنوعة من الأصناف. في 13 أبريل 1936 أصبح مشروع القانون قانونًا بتوقيع الرئيس فرانكلين د. روزفلت.
لم تُسكّ العملات المعدنية إلا في أغسطس من ذلك العام متأخرًا جدًا عن موعد احتفالات الذكرى السنوية التي أُقيمت في مايو. عُرضت العملات للبيع للجمهور وبيعت أربعة أخماس المئة ألف عملة التي أُرسلت إلى لجنة المئوية الثالثة وهي نتيجة اعتُبرت ناجحة نظرًا لأهمية الإصدار وقلة الإعلانات. أرسل الباقي إلى دار سك العملة في فيلادلفيا لاسترداده وصهره. كتالوجات نصف الدولار تصل إلى مئات الدولارات.

## الخلفية والنشأة
أول أوروبي معروف رأى جزيرة لونغ آيلاند التي أصبحت الآن جزءًا من ولاية نيويورك كان هنري هدسون في عام 1609. في وقت اكتشافها كان يسكن الجزيرة 13 قبيلة من الأمريكيين الأصليين. كانت أول مستوطنة أوروبية في خليج جامايكا على يد الهولنديين. كان أول صك ملكية للأرض في لونغ آيلاند مؤرخًا في 16 يونيو 1636 للأرض التي نقلت ملكيتها إلى اثنين من المستعمرين الهولنديين أندريس هود وولفرت جيريتس. سهلت عملية النقل من قبلكانارسي ساخيم بينهاويتز وتحت حكم هودي وجيريتسي أصبحت الأرض مزرعة اخترفيلت ثم بلدة نيو أمرسفورت وفي وقت لاحق الأراضي المسطحة الحديثة بروكلين . أطلق الهولنديون على الجزيرة ككل اسملانغ إيلاندت وبعد أن استولى البريطانيون على المنطقة في ستينيات القرن السابع عشر حاولوا إعادة تسميتها باسم ناسو لكن هذا الاسم لم يُستخدم بشكل شائع حتى إنشاء مقاطعة ناسو في عام 1899.
في عام 1936 لم تكن الحكومة تبيع العملات التذكارية كان الكونجرس عند الموافقة على التشريعات يعين عادةً منظمة لها الحق الحصري في شرائها بالقيمة الاسمية وتقديمها للجمهور مقابل علاوة. وفي حالة نصف دولار لونغ آيلاند كانت المجموعة المسؤولة هي لجنة الذكرى المئوية الثالثة لجزيرة لونغ آيلاند والتي كانت تعمل إما من خلال رئيسها أو سكرتيرها. شكلت هذه اللجنة لتنظيم احتفالات الذكرى السنوية التي ستقام في لونغ آيلاند.

## التشريع

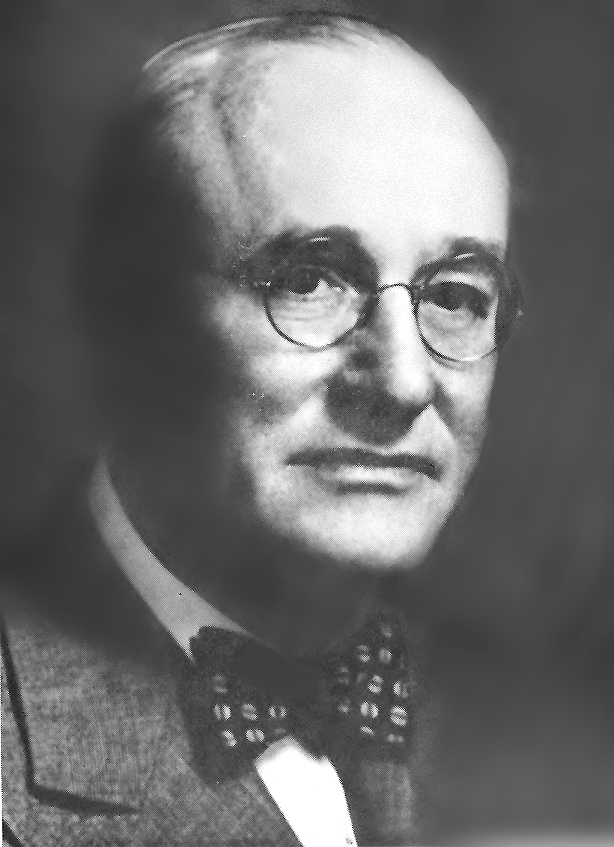
عضو الكونجرس جون جيه ديلاني

كان النفوذ السياسي لأعضاء لجنة الذكرى المئوية الثالثة كافياً لتمرير مشروع قانون إلى الكونجرس. قدم مشروع القانون إلى مجلس النواب من قبل جون جيه ديلاني من نيويورك في 20 فبراير 1936 وينص مشروع القانون على أنه يجب سك ما لا يقل عن 100 ألف نصف دولار (لم يحدد الحد الأقصى). وقد أُحيل مشروع القانون إلى لجنة العملات والأوزان والمقاييس. وقد قدمت تلك اللجنة تقريرها في 28 فبراير 1936 عن طريق أندرو سومرز من نيويورك موصية بالموافقة على المشروع. كان سومرز رئيسًا للجنة وكان هو وديلاني يمثلان بروكلين. أحضر جون جيه كوتشران من ميسوري مشروع القانون إلى مجلس النواب في 6 مارس قائلاً إنه كان يفعل ذلك نيابة عن سومرز وديلاني وبناءً على اقتراحه مرر مشروع القانون دون مناقشة أو معارضة.
في مجلس الشيوخ أُحيل مشروع القانون إلى لجنة المصارف والعملات وكان واحدًا من عدة مشاريع قوانين عملات تذكارية سيتم النظر فيها في 11 مارس 1936 من قبل لجنة فرعية بقيادة ألفا ب. آدامز من كولورادو. كان السيناتور آدامز قد سمع عن إساءة استخدام العملات التذكارية في منتصف ثلاثينيات القرن العشرين حيث قام المصدرون بزيادة عدد العملات المعدنية اللازمة لمجموعة كاملة من خلال إصدارها في دور سك مختلفة بعلامات سك مختلفة ولم يضع التشريع الذي يجيز ذلك أي حظر على هذا. وشهد ليمان دبليو هوفكر وهو تاجر عملات من ولاية تكساس ومسؤول في الجمعية الأمريكية لعلم العملات وأخبر اللجنة الفرعية أن بعض الإصدارات مثل نصف دولار أوريجون تريل التذكاري الذي سُك لأول مرة في عام 1926 صدرت على مدار سنوات بتواريخ وعلامات سك مختلفة. وقد قاموا بشراء إصدارات أخرى بالكامل من قبل تجار فرديين وبيع بعض الأصناف منخفضة السك من العملات التذكارية بأسعار مرتفعة. وقد أثارت الأصناف العديدة والأسعار المبالغ فيها لبعض الإصدارات الناتجة عن هذه الممارسات غضب جامعي العملات الذين حاولوا الحفاظ على مجموعاتهم الحالية.
وفي 26 مارس/آذار أصدرت اللجنة عن طريق السيناتور آدامز تقريراً أوصت فيه بإقرار مشروع القانون بعد تعديله. وقد نص هذا التعديل على أن تُسك العملات المعدنية في دار سك واحدة فقط وأن تُصدر لمدة عام واحد فقط وأن تحمل تاريخ الترخيص (1936) بغض النظر عن وقت سكها. وكان من المقرر إصدار ما لا يقل عن 5000 وأقصى 100000. وأوصى آدامز بأن تظهر هذه الأحكام في أوراق العملة التذكارية المستقبلية. ناقش مجلس الشيوخ مشروع القانون في 27 مارس وهو الأخير في سلسلة من ستة مشاريع قوانين عملات تذكارية ينظر فيها المجلس ومثل غيره من مشاريع القوانين عدل مشروع قانون لونغ آيلاند وقاموا بإقراره دون مناقشة أو معارضة.
وبما أن المجلسين كانا قد أقرا نسختين مختلفتين من مشروع القانون فقد عاد مشروع القانون إلى مجلس النواب حيث طلب كوشران في 30 مارس/آذار من مجلس النواب الموافقة على تعديل مجلس الشيوخ. طلب بيرتراند إتش سنيل من نيويورك توضيحًا لتعديل مجلس الشيوخ فأخبره كوشران أن التعديل كان يهدف إلى تعزيز اللغة لضمان عدم تحمل الحكومة الفيدرالية أي نفقات. وافق مجلس النواب على التعديل وأقر مشروع القانون دون معارضة. وقد قاموا بإقراره كقانون مما يسمح بتخصيص 100 ألف نصف دولار بتوقيع الرئيس فرانكلين د. روزفلت في 13 أبريل 1936. كان الشرط الذي ينص على أن تسك العملات المعدنية في دار سك واحدة فقط والشرط الذي يشترط أن تحمل جميع العملات المعدنية نفس التاريخ بمثابة أول تشريع للعملات التذكارية.

## التحضير
بناءً على توصية اللجنة الفيدرالية للفنون الجميلة (سي أف أيه) قامت لجنة الذكرى المئوية الثالثة بتعيين النحات هوارد كينيث واينمان نجل النحات أدولف ألكسندر واينمان. كانت هيئة المتاحف المركزية مسؤولة عن تقديم التوصيات بشأن القيمة الفنية للأعمال الفنية العامة بما في ذلك العملات المعدنية. كان وينمان الأب معروفًا بتصميم عملة العشرة سنتات من عطارد ونصف دولار من عملة الحرية المتحركة وكتب إلى سكرتير سي أف أيه أتش أر كيميرر في 2 أبريل 1936 يخبره بتعيين هوارد وينمان ويطلب تفاصيل الإجراء الخاص بالموافقة على العملة التذكارية. رد كيمرير في اليوم التالي قائلاً إنه يجب إرسال التصميمات إلى دار سك العملة في فيلادلفيا بمجرد الحصول على الموافقة النهائية على مشروع قانون الترخيص.
في 19 أبريل، كتب هوارد وينمان إلى كيميرير، موضحًا أنه نظرًا لأن لجنة الذكرى المئوية الثالثة بدأت في وقت متأخر، فقد تم عمل الرسومات الأولية فقط، وسأل في أي مرحلة يجب تقديم التصميمات للموافقة عليها. رد كيمرير في الحادي والعشرين من الشهر، قائلاً إنه لأغراض الحصول على موافقة CFA، سيكون من الأفضل إرسال نسخ من صور نموذج الجبس المكتمل إلى نفسه وإلى لي لوري ، النحات العضو في CFA. واقترح كيمرير أيضًا أن يستشير هوارد وينمان والده فيما يتعلق بإجراءات التقديم إلى دار سك العملة، كما فعل أدولف وينمان عدة مرات.  بحلول شهر مايو، كان هوارد وينمان قد أكمل نماذجه. كان لدى لوري بعض الاقتراحات البسيطة، لكنه كان سعيدًا جدًا بالعمل. وافقت لجنة الأوراق المالية والبورصات الأمريكية على هذا الاقتراح في السادس والعشرين من الشهر، مع تقديم بعض الاقتراحات الإضافية، مثل وضع HALF DOLLAR أسفل السفينة على ظهرها (وهو أمر لم يتم اعتماده). 
بعد أن منحت هيئة الأوراق المالية والبورصات الموافقة الأولية التقى أدولف وينمان مع مديرة دار سك العملة نيللي تايلو روس ومع المديرة المساعدة ماري مارغريت أوريلي للتوصل إلى اتفاق بشأن التغييرات الموصى بها. على سبيل المثال لضمان قدر أكبر من الوضوح نقشت الأسطورة نحن نثق بالله والتي تظهر في الصخر محفورة على السطح أسفل السفينة على القالب الرئيسي مباشرة بواسطة جون ر. سينوك كبير النقاشين. وعندما كتب هوارد وينمان إلى كيمرير في 22 يونيو ذكر أنه كان يعمل على عجل حتى تكون العملات المعدنية متاحة في أسرع وقت ممكن. وقد منحت اللجنة موافقتها وقلصت نماذج هوارد وينمان إلى محاور بحجم العملات المعدنية بواسطة شركة ميداليك آرت في مدينة نيويورك.

## التصميم
يصور الوجه الأمامي لنصف الدولار تمثالين نصفيين لمستوطن هولندي وعضو من قبيلة ألجونكوين من الأمريكيين الأصليين. كتب هوارد وينمان عن هذا "سأحاول أن أستنتج من التوازن المتناغم بين الرؤوس التسوية السلمية للجزيرة من قبل الهولنديين". وصف تاجر العملات في تكساس بي ماكس ميل الوجه في عام 1937 بأنه "صورتان ملتصقتان لرجلين قويين المظهر إلى حد ما ولكن حتى الآن لم أتمكن من التأكد من هويتهما أو من يفترض أن يمثلا". وقد قارن نقاد آخرون الرأسين بفكيهما الفانوسيين وأنوفهما البارزة بملاكمين على وشك المواجهة. كما يوجد على الوجه الأمامي بعض النقوش المطلوبة بموجب القانونالحرية والوحدة المتعددة.
يصور الوجه الخلفي سفينة هولندية ذات ثلاثة صواري تبحر إلى اليمين. يشبه التصميم تصوير سفينة هنري هدسون نصف ماين على نصف دولار هدسون الذكرى المئوية والخمسين لعام 1935 ولكنه أكثر أسلوبًا. في الأمواج التي تبحر بها السفينة يوجد النص " نحن نثق بالله مع اسم الدولة وفئة العملة المحيطة بالمشهد إلى جانب الأسطورة " الذكرى المئوية الثالثة لجزيرة لونغ آيلاند.
لاحظ ديفيد بولوا في مجلده الصادر عام 1938 عن العملات التذكارية أن التصميمات تعرضت لانتقادات عامة حيث أن عددًا من العملات التذكارية السابقة حملت تماثيل نصفية بطريقة مشابهة لقطعة لونغ آيلاند كما صورت عملات أخرى سفنًا. في كتابه عن العملات والميداليات الأمريكية أبدى مؤرخ الفن كورنيليوس فيرمول رأيًا متباينًا حول عملة نصف دولار لونغ آيلاند حيث قال : "يبدو الرائد الهولندي كشخصية من مسرحيات شكسبير (دور ريفي) ويمكن للهندي أن يلعب كرة قدم احترافية بسهولة في أي عصر أحد في جميع أنحاء الولايات المتحدة. بخلاف ذلك وبعيدًا عن تلك الكليشيهات التي طُرحت لتحديث المواضيع المثالية تقليديًا تتميز السفينة بقدر مناسب من البساطة ويبدو أن الحروف تتلاشى في الخلفية بشكل مُرضٍ."

## التوزيع
سكت ما مجموعه 100053 نصف دولار بمناسبة الذكرى المئوية الثالثة لجزيرة لونغ آيلاند في دار سك العملة في فيلادلفيا خلال شهر أغسطس عام 1936 مع الاحتفاظ بـ 53 قطعة في الدار لتكون متاحة للفحص والاختبار في اجتماع لجنة التحليل السنوي عام 1937. أدى إصدار نصف الدولار إلى جعل عائلة وينمان ثاني أب وابن يصممان عملات معدنية أمريكية حيث كان الأول هما النقاشان الرئيسيان ويليام باربر (1869-1879) وتشارلز باربر (1880-1917) في دار سك العملة الأمريكية. بلغت مبيعات الدفع المسبق ما يقرب من 19000 قطعة نقدية. بحلول وقت الإصدار كانت احتفالات لونغ آيلاند قد انتهت بعد أن أُقيمت تحت رعاية لجنة المئوية الثالثة في مايو. كتب آرلي سلابوغ في كتابه عن الاحتفالات التذكارية : "مع ذلك قامت لجنة المئوية الثالثة في لونغ آيلاند بعمل رائع ومثير للدهشة في بيع هذه البطاقات عبر البنوك المحلية". بعد تسليم العملات المعدنية من دار سك العملة إلى بنك ناشيونال سيتي في بروكلين بيعت للجمهور في أماكن مختلفة مقابل دولار واحد لكل منها. قام مكتب بروكلين إيجل بتوفير 50 ألف قطعة نقدية. بالإضافة إلى ذلك عرضت 25000 قطعة نقدية للبيع في كوينز و15000 في مقاطعة ناسو و10000 في مقاطعة سوفولك. كانت معروضة للبيع في متاجر بروكلين. مع أن وصولها متأخرًا فقد بيعت العملات المعدنية بشكل جيد نسبيًا حيث خلصت من 81,826 عملة من أصل 100,000 مع أن عدم وجود أي إعلانات تقريبًا.
في أغسطس 1936 قدمت لجنة المئوية الثالثة نماذج من نصف الدولار الجديد إلى الرئيس روزفلت. استمرت المبيعات خلال الأشهر القليلة الأولى من عام 1937. كما كانت العادة مع العملات التذكارية المبكرة الأخرى أرجعت العملات المعدنية غير المباعة المتبقية إلى دار سك العملة من أجل صهرها. وعلى النقيض من العملات التذكارية الأخرى التي صدرت في ثلاثينيات القرن العشرين لم تكن هناك أي شكاوى بشأن طريقة التوزيع حيث كان بإمكان أي شخص يرغب في الحصول على واحدة أن يشتريها ولم تكن هناك أي عمليات استغلال. قاموا بشراء العملة المعدنية من قبل مجتمع جامعي العملات المعدنية وسكان لونغ آيلاند.

## جمع
نظرًا لأن العملات المعدنية بيعت بشكل جيد فإن نصف دولار لونغ آيلاند بمناسبة الذكرى المئوية الثالثة غالبًا ما يُعتبر واحدًا من العملات التذكارية المبكرة الأكثر شيوعًا. ومع ذلك هناك عدد قليل من العملات المعدنية التي بقيت في حالة الأحجار الكريمة. تتضمن المشاكل الشائعة علامات التآكل أو التآكلات على النقاط العالية من العملة مثل خد المستوطن الهولندي على الوجه وأشرعة السفينة على الوجه الخلفي. أحد الأسباب وراء ذلك هو أن تصميم العملة المعدنية وخاصة على الجانب الخلفي مسطح نسبيًا مما يجعلها عرضة لعلامات الأكياس. وقاموا بالتعامل مع قطع أخرى بلا مبالاة أثناء وجودها في أيدي الجمهور. صرح مارتي روبنشتاين وهو تاجر عملات محلي "إن جزر لونغ آيلاند لا تكون لطيفة بوجه عام."
بيع نصف دولار لونغ آيلاند بمناسبة الذكرى المئوية الثالثة للبيع بالتجزئة مقابل حوالي 1.25 دولار في حالة غير متداولة في عام 1940. وبعد ذلك ارتفعت قيمتها حيث بيعت بحوالي 4 دولارات بحلول عام 1955 و140 دولارًا بحلول عام 1985. يُدرج الإصدار الفاخر من كتاب آر إس ييومان دليل العملات المعدنية الأمريكية الذي نُشر في عام 2018 العملة المعدنية بسعر يتراوح بين 85 و450 دولارًا اعتمادًا على الحالة. بيع عينة استثنائية بمبلغ 9988 دولارًا في عام 2015. صرح هاري ميلر تاجر العملات في باتشوج لونغ آيلاند في عام 2002 "أجد أن معظم هواة جمع العملات في لونغ آيلاند يرغبون في الحصول على واحدة حتى لو لم يكونوا متخصصين في العملات التذكارية".

## الروابط خارجية
قالب:Coinage (United States)